# Anatole de Cock de Rameyen
Anatole Gustave Joseph Marie Alphonse de Cock de Rameyen (Antwerpen, 10 september 1867 - 18 februari 1932) was een Belgisch politicus voor de Katholieke Partij en vervolgens het Katholiek Verbond van België.

## Levensloop
De Cock was de derde van de zes kinderen van de bankier Nicolas de Cock (1839-1936) en van Marie Le Grelle (1844-1874). Nicolas verkreeg in 1889 opname in de adelstand en in 1910 de vergunning om 'de Rameyen' aan de familienaam toe te voegen. Deze familie van Antwerpse handelaars telde leden die actief waren als verzekeraars en scheepsmakelaars. Anatole trouwde met Marie-Emilie de Biolley (1892-1976) en ze kregen drie kinderen. Ze hebben afstammelingen tot heden, maar met nochtans vooruitzicht tot uitdoving.
Hij werd landbouwingenieur en interesseerde zich voor de landbouwsector, vanuit zijn tweede verblijf op het platteland in Gestel bij Lier. Hij werd lid van de Lierse Landbouwcomice, de provinciale Landbouwcommissie, de Hoge Raad voor Landbouw en de Hoge Raad voor Tuinbouw. 
Hij werd provincieraadslid in 1900 voor de provincie Antwerpen. Van 1918 tot 1921 was hij voorzitter van de provincieraad, van 1920 tot 1925 ook gedeputeerde en van mei 1922 tot november 1923 gouverneur ad interim van de provincie. In 1925 werd hij verkozen tot katholiek senator voor het kiesarrondissement Mechelen-Turnhout en vervulde dit mandaat tot in 1929.
De Cock de Rameyen behoorde tot de conservatieve vleugel van de katholieke partij en had bezwaren tegen het Vlaams minimumprogramma van Frans Van Cauwelaert.